# Maria Cioncan
Maria Cioncan (Maieru, 19 giugno 1977 – Pleven, 21 gennaio 2007) è stata una mezzofondista rumena, vincitrice della medaglia di bronzo nei 1500 metri piani ai Giochi olimpici di Atene 2004.
Morì a seguito di un incidente d'auto occorsole a circa 20 km dalla città di Pleven (Bulgaria), a causa dello scoppio di uno pneumatico anteriore, di ritorno dalla Grecia, dove si era recata per uno stage di allenamenti.